# スウィーティー
スウィーティー (Sweetie) またはオロブランコ (Oroblanco)は、柑橘類のひとつで、グレープフルーツ とブンタンの交配種である。「スウィーティー」と「オロブランコ」（オロブロンコ）は同じ品種で、イスラエル産のものが「スウィーティー」、アメリカ産のものが「オロブランコ」（オロブロンコ）と呼ばれる。
酸味が少なく甘味が強いという特長をもつ。1958年にアメリカ・カリフォルニア州のカリフォルニア大学リバーサイド校柑橘類栽培試験場の名誉教授ジェームス・W・キャメロンと同校の教授で遺伝学者のロバート・スーストらの手によりメロゴールドと共に作出され、後に特許が取得された。1972年ごろから同州で一般的に栽培されるようになり、続いてオーストラリアでも一部で栽培が始まった。カリフォルニア州およびオーストラリアでの栽培面積はそれぞれ、1,500 ha、10 haと見積られている。現在の主産地には、ほかに1984年から栽培が始まったイスラエルがあり、イスラエル産のものは「スウィーティー」の商品名で流通している。
染色体が、4倍体の「マーシュ」というグレープフルーツ(Citrus × paradisi Macf.) と、2倍体の「無酸シャムスイート」というブンタン(Citrus grandis Osbeck)を交配したもので、本種は3倍体となるため、種子ができにくい。
日本においては1990年代にロッテがチューインガムを発売し、ガムや清涼飲料水の材料として普及し、検疫上生で輸入できるようになってから生食用としても徐々に一般的になった。とりわけ2004年にアメリカ・フロリダ州をハリケーンが襲い、特産のグレープフルーツが品薄となった際に、代替品として注目されるようになった。旬のシーズンは11月～2月頃である。
果実の大きさはグレープフルーツとほぼ同じで、果皮表面が緑色をしている。グレープフルーツに比べるとアルベド（皮の内側の白い部分）が多く、可食部の割合はグレープフルーツよりも少ない。
スウィーティーは、果皮にテルペン系炭化水素などの精油成分が豊富に含まれ、発泡スチロール（ポリスチレン）などを溶解する事がある。これは精油成分が溶剤として作用するためで、天然素材として洗剤などに利用されている。なお、普通に食べれば人体に影響は無い。
また、フラノクマリン類が果実に含まれるが、この物質は薬の血中濃度を上げる作用があるため、薬によっては効き過ぎや副作用が通常よりも強く現れてしまう場合があり、医薬品との併用摂取に注意を要する（薬物相互作用を参照）。